# Golmsdorf
Golmsdorf település Németországban, azon belül Türingiában. Lakosainak száma 700 fő (2023. december 31.).

## Népesség
A település népességének változása:
| Lakosok száma | 721  | 702  | 706  | 705  | 700  |
|               | 2017 | 2019 | 2021 | 2022 | 2023 |